# Bardos
Bardos är en kommun i departementet Pyrénées-Atlantiques i regionen Nouvelle-Aquitaine i sydvästra Frankrike. Kommunen ligger i kantonen Bidache som tillhör arrondissementet Bayonne. År 2022 hade Bardos 1 905 invånare.

## Befolkningsutveckling
Antalet invånare i kommunen Bardos
| Referens: INSEE |